# Frane Milčinski - Ježek
Frane Milčinski - Ježek, slovenski satirik, mladinski pisatelj, igralec, režiser, humorist in komik, pesnik in šansonjer, * 14. december 1914, Ljubljana, † 27. februar 1988, Ljubljana.

## Življenje
Bil je eden najbolj vsestranskih slovenskih umetnikov 20. stoletja. V njegov spomin RTV Slovenija vsako leto podeljuje Ježkove nagrade. Njegov psevdonim izhaja iz zabavljaškega tandema Ježek in Joužek, v katerem je nastopal na začetku svoje kariere.
Frane Milčinski - Ježek se je rodil v Ljubljani kot tretji otrok v družini uglednega pisatelja in sodnika Frana Milčinskega in matere Marije Milčinske. Že zgodaj je prišel v stik z gledališčem, sodeloval tudi z radiem in leta 1940 dobil angažma igralca v ljubljanski Drami. Ježek je nastopal v marsikateri očetovi zgodbi. Oba, oče in sin, sta nastopala na Radiu Ljubljana. Ježek se je po radiu prvič oglasil že leta 1936. Neuspešno je študiral na pravni fakulteti in na slavistiki, vendar je raje nastopal z zagrebškim teatrom Grabancijaši, s Totim teatrom in  v gledališki sezoni 1933/1934 s Šentjakobskim gledališčem v Ljubljani, kjer je odigral 13 vlog v 93 predstavah. V času okupacije (1941) so ga Italijani aretirali zaradi izjave, da v drugi svetovni vojni ne bodo zmagali niti Nemci niti Italijani. Po enoletni odsluženi kazni je deloval v Drami in Operi ter objavljal pesmi. Na dan osvoboditve, 9. maja, je pričel delati na radiu, leta 1947 pa postal urednik Pavlihe. Leta 1952 je napisal Zvezdico Zaspanko (ilustrirano kot pravljico za večje ali manjše otroke – tudi v angleščini), prvo slovensko radijsko igro za otroke, scenarij za mladinski film Kekec, pesmi za film Ne čakaj na maj in odigral vlogi v omenjenih filmih. V naslednjih letih je napisal več radijskih iger: Strme stopnice, Dobri stari pianino (po njej je posnet tudi film) in začel sodelovati s televizijo pri snemanju skečev ter zabavnih oddaj (Misijon dobre volje, Viktor, luč!, Televizija v šoli in Novoletne oddaje). Leta 1972 je posnel svoje pesmi. 
Leta 1949 je Bogo Pregelj v Poročevalcu kritiziral Ježkov in Adamičev kuplet Marička: »Kakor film je tudi radijska oddaja zaradi svoje zvočnosti bolj živa kakor pa knjiga. Sistematično oddajanje kvalitetnih glasbenih del z razlagami je eno najboljših glasbeno-umetniških propagandnih sredstev. Toda kaj pomaga taka izbira, ko pa pokvari vse postavljeno naslednje pol ure osladne, zlagane pocestniške muzike z verzi zapetimi v tremolu, zlagane lajdrasto priskutne čustvene trivialnosti, ki koketira z lascivnostjo, ponižujoč resnobo socialističnega dela v bezniško popevko.«
Leta 1975 je prejel Prešernovo nagrado za življenjsko delo. Matija Milčinski, njegov sin, je leta 1981 posnel dokumentarec o bogatem, tragikomičnem življenju Ježka, ki je umrl 27. februarja 1988.
Njegov oče je bil pisatelj Fran Milčinski (avtor Butalcev), njegova starejša sestra Breda Milčinski Slodnjak slavistka, starejši brat Janez Milčinski strokovnjak za sodno medicino, mlajši brat Lev Milčinski pa priznan slovenski psihiater. Njegova žena je bila Jana Milčinski (rojena Podkrajšek), pisateljica. Njegova sinova sta Matija Milčinski, režiser, in Matevž Milčinski, strojni inženir. Njegova vnukinja je Nana Milčinski, dramaturginja in režiserka. Njegov vnuk je Juš Milčinski, viden improvizator in organizator projekta impro liga.

## Nagrade in priznanja
- 1952 – Zlati lev za mladinski film Kekec na Beneškem festivalu; posebna nagrada Kitajske za vlogo Kosobrina v taistem filmu
- 1959 – Levstikova nagrada za Zvezdico Zaspanko
- 1965 – odlikovanje z Redom srebrni žarki
- 1971 – jugoslovansko priznanje za mladinsko literaturo Mlado pokolenje
- 1973 – Nagrada Janeza Kranjca, nagrajeno besedilo pesmi Zakaj na Slovenski popevki, priznanje občinstva za besedilo Uspavanka za mrtve vagabunde, red dela z rdečo zastavo
- 1975 – priznanje Radia Ljubljana, Prešernova nagrada za življenjsko delo
- 1976 – nagrada občinstva za besedilo pesmi Pismo za Mary Brown, nagrada mednarodne žirije za pesem Ko gre tvoja pot
- 1977 – priznanje ob 20-letnici Televizije Ljubljana
- 1982 – viktor revije Stop
- 1985 – 7D – zlati ekran revije 7D

## Zvezdica Zaspanka
Moj literarni otrok Zvezdica Zaspanka je naredil to, kar naredi toliko in toliko otrok, ko malo dorastejo: ušla mi je z doma. Igrali so jo po vseh jugoslovanskih lutkovnih gledališčih, pa še v Rusiji, kjer je bila objavljena tudi v almanahu najboljših lutkovnih iger, potem na Poljskem, v Nemčiji, na Češkem, v Švici, v Trstu, pa v Čilu in Kanadi. Upam, da ta moja Zaspanka na poti po širnem svetu daje otrokom, kamor že pride, dovolj veselja, saj imam vse otroke tega sveta rad, kot bi bili moji.— Frane Milčinski - Ježek
Zvezdica Zaspanka je spet zaspala in ni pravočasno prišla na nebo. Zato se na Zemlji pričnejo dogajati čudne stvari. Boter Mesec se razhudi in jo za kazen pošlje na Zemljo. Tam pa je strašni razbojnik Ceferin, ki ima kamen namesto srca ...
Nauk zgodbe je, da z dobroto, čisto mislijo in ljubeznijo lahko premagamo zlo. Pravljica je primerna za otroke vseh starosti, saj je njeno sporočilo univerzalno. Zvezdica Zaspanka je prva slovenska radijska igra za otroke. Delo ostaja ena najuspešnejših slovenskih pravljic ter radijskih in lutkovnih iger za otroke. Frane Milčinski - Ježek je zanjo prejel Levstikovo nagrado. Leta 1955 so zgodbo prenesli na oder, v Lutkovno gledališče Ljubljana (LGL), kjer je bil šef njegov nekdanji soigralec Jože Pengov.

## Diskografija
Studijski albumi
- Moj narobe svet (1974) (COBISS)
- Zvezdica Zaspanka (197-) (COBISS)

Kompilacije
- Balada o koščku kruha (1994) (COBISS)
- Humoreske (1998) (COBISS)
- Cinca Marinca (1999) (COBISS)
- Sreča stanuje v sedmem nadstropju (1999) (COBISS)
- Smrt ne mara špinače (2004) (COBISS)

## Filmografija
- Kekec (vloga Kosobrina, 1951) (COBISS)
- Svet na Kajžarju (1952)
- Vesna  (vloga slikarja Trpina, 1953) (COBISS)
- Ne čakaj na maj (vloga profesorja filozofije, 1957) (COBISS)
- Dobri stari pianino (1959) (COBISS)
- Zvezdica Zaspanka (1989) (COBISS)
- Kekčeve ukane (1968) (COBISS)

## Popevke
Ježek je napisal besedila za številne popevke: Ne čakaj na maj, Ko boš prišla na Bled, Kako sva si različna, ...